# Mari des prairies
Pour les articles homonymes, voir Mari.
Le mari des prairies (о́лык мари́й/olyk marij, « mari de la prairie », en anglais : Meadow Mari, en allemand : Wiesen-Mari) ou mari oriental est un dialecte standardisé de la langue mari utilisé par environ un demi-million de personnes, principalement dans la partie européenne de la Russie. Le mari des prairies, le mari des montagnes et le russe sont les langues officielles de la république des Maris (Mari El) en Russie.

## Alphabet
| А а | Б б | В в | Г г | Д д | Е е | Ё ё | Ж ж |
| З з | И и | Й й | К к | Л л | М м | Н н | Ҥ ҥ |
| О о | Ӧ ӧ | П п | Р р | С с | Т т | У у | Ӱ ӱ |
| Ф ф | Х х | Ц ц | Ч ч | Ш ш | Щ щ | Ъ ъ | Ы ы |
| Ь ь | Э э | Ю ю | Я я |     |     |     |     |